# Jyoti Khuria
Jyoti Khuria là một thị xã và là một nagar panchayat của quận Mainpuri thuộc bang Uttar Pradesh, Ấn Độ.

## Nhân khẩu
Theo điều tra dân số năm 2001 của Ấn Độ, Jyoti Khuria có dân số 4945 người. Phái nam chiếm 54% tổng số dân và phái nữ chiếm 46%. Jyoti Khuria có tỷ lệ 63% biết đọc biết viết, cao hơn tỷ lệ trung bình toàn quốc là 59,5%: tỷ lệ cho phái nam là 73%, và tỷ lệ cho phái nữ là 51%. Tại Jyoti Khuria, 18% dân số nhỏ hơn 6 tuổi.